# HD 231701 b
HD 231701 b는 화살자리 방향으로 지구로부터 354광년 떨어져 있는 항성 HD 231701 주위를 도는 외계 행성이다. 궤도 이심률은 0.19이다. b의 질량으로 보아 가스 행성임이 확실한데, 이는 b는 지구처럼 딱딱한 고체 표면이 없는 기체 덩어리임을 뜻한다.

## 참고 문헌
- (영어) Fischer 연구진 (2007). “Five Intermediate-Period Planets from the N2K Sample”. 《The Astrophysical Journal》 669 (2): 1336–1344. doi:10.1086/521869. 2012년 4월 13일에 원본 문서 (요약)에서 보존된 문서. 2009년 6월 21일에 확인함.웹 인쇄본